# Obadva, obadva, oba su pala!
Obadva, obadva, oba su pala poznati je spontani usklik oduševljenja hrvatskog branitelja Filipa Gaćine s jedne od najpoznatijih videosnimki za vrijeme Domovinskog rata, koju je načinio Ivica Bilan 21. rujna 1991. godine. Uzvik ima važno mjesto u kolektivnom sjećanju Hrvata, s često korištenom kraćom inačicom »Oba su pala«, kojom se općenito opisuje uspjeh, odnosi se na jedan od najslavnijih događaja Domovinskog rata, kada su hrvatski branitelji Goran Pauk i Neven Livajić navodno oborili dva zrakoplova tipa Soko J-21 Jastreb neprijateljske JNA.
 

Bernard Vuletić u knjizi PZO Dalmacije 1991-1992, prilozi  o ovom događaju navodi da je oboren samo Jastreb koji je pogodio Neven Livaić:[nedostaje izvor]
.

## Pozadina i tijek događaja
Tog 16. rujna 1991. već je šesti dan trajala bitka za Šibenik, dan je započeo haubičkim bombardiranjem grada s položaja JNA u Gaćelezima s kojim su istovremeno započeli i zračni napadi, a ukupno ih je taj dan bilo 55.
Prilikom jednog napada na topničku bitnicu Zečevo, hrvatski branitelj Goran Pauk, pripadnik 113. brigade srušio je pomoću topa 3/20 mm M55 prvi zrakoplov, dok je drugi zrakoplov pomoću sustava strela 2M srušio hrvatski branitelj Neven Livajić. 
Mladi hrvatski branitelj Filip Gaćina, koji je toga dana punio top Gorana Pauka, promatrajući padanje zrakoplova, s iskrenim je oduševljenjem spontano povikao „Obadva, obadva, oba su pala!”, a sve je snimio Ivica Bilan. 
Kultna snimka koja je isti dan prikazana na HRT-u, izazvala je opće oduševljenje i euforiju te predstavlja svojevrsnu prekretnicu Domovinskog rata kao jedna od prvih značajnih pobjeda nad tehnički znatno nadmoćnijim neprijateljem. Uzvik koji je Filipu Gaćini donio legendarni status danas ima posebno mjesto u sjećanju hrvatskog naroda, a snimka je jedan od najvažnijih prizora iz tih vremena, koji zorno svjedoče o hrabrosti hrvatskih branitelja.

## Smrt Filipa Gaćine
Gaćina je preživio cijeli Domovinski rat, da bi 19. rujna 1998. poginuo u miru prilikom razminiranja terena od eksplozivnih sredstava kao zaposlenik postrojbe za razminiranje »Mungos«.

## U popularnoj kulturi
Usklik se danas najčešće koristi u skraćenoj inačici »Oba su pala«, a u popularnoj kulturi, tom se frazom općenito označava uspjeh, i kao takav izraz već odavno ima znatno šire značenje. O popularnosti usklika svjedoči i pjesma klape Bonaca, „Hrvatska se Šibenikom diči”, u kojoj se spominje događaj, a čiji su stihovi osvanuli i na muralu u Šibeniku 2012. godine, koji prikazuje sam događaj;
Šibenčani pamtit će do groba, svog heroja i te riči, nije jedan, već su pala oba. Hrvatska se Šibenikom diči, piše na zidu.